# Rizaeddin bin Fahreddin
Rizaeddin bin Fahreddin (n. 4 ianuarie 1859, Kiçüçat⁠(d), RSFS Rusă, URSS – d. 11 aprilie 1936, Ufa, RSFS Rusă, URSS) a fost un savant și publicist tătar care a trăit în Imperiul Rus și în Uniunea Sovietică. Numeroasele sale lucrări pe teme religioase, politice și pedagogice făceau parte din mișcarea jadidistă, iar ziarul Șura, pe care l-a înființat și redactat, a fost un forum important de discuții politice pentru musulmani în ultima perioadă de existență a Imperiului Rus.

## Biografie
Rizaeddin bin Fahreddin s-a născut ca fiu al unui mullah în satul Kiciuceat din gubernia Samara. El a studiat la maktabul din satul său, pe care tatăl său îl conducea, apoi la medresa din satul apropiat Celșeli. La vârsta de 30 de ani, el a devenit mullah și conducător al medresei din satul Ilbek. În 1891 a fost ales cadiu (qadi), adică a devenit membru al administrației religioase ruse a musulmanilor (Sobranie); el s-a mutat, prin urmare, la sediul administrației din Ufa, unde a gestionat arhiva vastă a agenției.

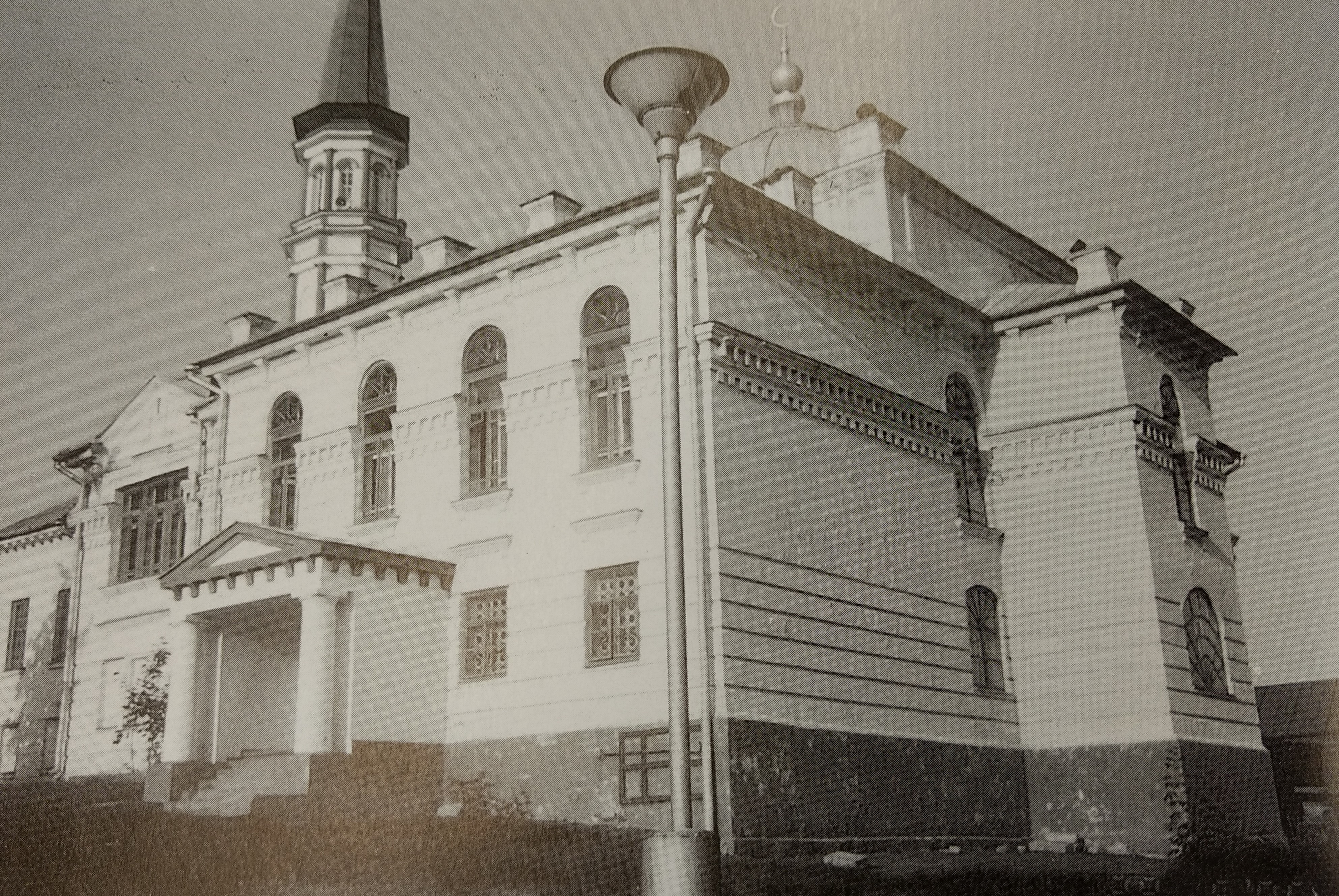
Clădirea Administrației Religioase Musulmane din Ufa

În timpul Revoluției Ruse din 1905 a prezentat un program de reforme ample muftiilor care făceau parte din Sobranie. Acest program conținea, printre altele, extinderea autorității agenției asupra musulmanilor kazahi. Guvernul rus a refuzat programul din cauza faptului că această centralizare ar fi dus la creșterea puterii autorităților musulmane.
În 1906 Fahreddin s-a retras din funcțiile sale religioase și a devenit redactor al revistei Vaqt din Orenburg. În această perioadă a devenit, de asemenea, un prieten apropiat al lui Musa Bigiev. Doi ani mai târziu, a început să publice ziarul Șura, care a devenit ziarul tătar cu cea mai îndelungată existență din Imperiul Rus. După Revoluția din 1917 a preluat din nou în 1921 o funcție religioasă și a fost muftiu al regiunilor europene ale Rusiei până la moartea sa în 1936. A evitat cooperarea cu sovieticii cât de mult a putut.

## Activitatea
În calitate de adept al jadidismului, Fahreddin a desfășurat activitate religioasă care a fost influențată de mulți alți jadizi. De exemplu, el a studiat un timp la medresa lui Șihabetdin Märcani și s-a întâlnit mai târziu cu activistul politic Jamāl al-Dīn al-Afgani în timpul unei călătorii la Sankt Petersburg. Învățatul egiptean Muhammad Abduh a avut, de asemenea, o influență asupra lui.
Fahreddin vorbea araba, persana, ciagatai și rusa. El a folosit limba ciagatai, care a fost proclamată de Ismail Gaspirali ca limbă comună pentru toate popoarele turcice, dar a păstrat particularitățile lingvistice tătare.

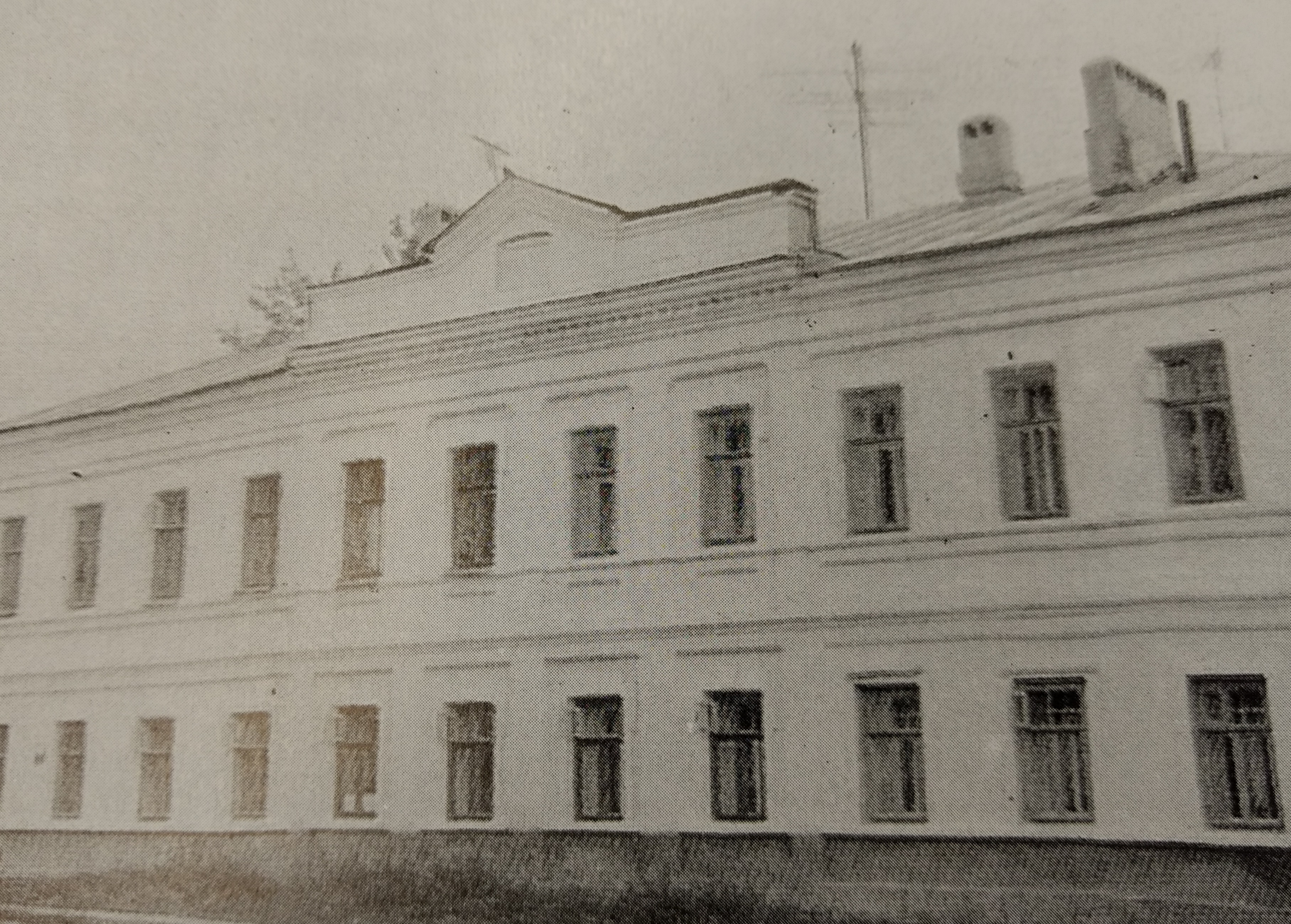
Medresa Marjani din Kazan

Fahreddin a fost un autor extrem de productiv, care a scris mai mult de șaizeci de cărți în timpul vieții sale. Cea mai importantă lucrare a sa este o ediție în două volume a biografiilor învățaților din Asia Centrală (Asar și Meshhur Irler), pe care a scris-o în perioada când a lucrat la arhiva administrației religioase musulmane. Pentru unele dintre personalitățile prezentate acolo (printre care Ibn Rushd (Averroes), Ibn Arabi, Al-Ghazali și Ibn Taymiyyah), lucrarea lui rămâne cea mai bună sursă. De asemenea, a publicat reportaje jurnalistice, cărți și eseuri despre situația generală a musulmanilor din Rusia, lucrări pedagogice sau pe teme sociale (de exemplu, despre educația femeilor și despre organizarea familiei). Eseul Rusya Muslimanlarining ihtiyachlari velar haqinda intiqad, publicat în 1906, este o critică a cererilor de reformă ale ulemalelor adresate conducătorilor ruși, pe care Fahreddin le-a considerat prea vagi.
Potrivit lui Azade-Ayșe Rorlich, rolul important al educației pentru depășirea sărăciei și posibilitatea reconcilierii islamului și științei au fost părțile centrale ale viziunii politice a lui Fahreddin. El a considerat că ascensiunea și decăderea națiunilor are legătură directă cu sistemele lor religioase și, prin urmare, a crezut că renunțarea la superstiții și întoarcerea la începuturile islamului sunt necesare pentru producerea unei renașteri musulmane. A criticat de asemenea activitatea istorică a lui Ibn Khallikan datorită concentrării sale pe acțiunile conducătorilor și a încercat să prezinte faptele musulmanilor „normali” în cărțile și scrierile sale.

## Lucrări (selecție)
- Asar
- Meshhur Irler („Oameni celebri”)
- Meshhur Khatunlar („Femei celebre”)
- Munasib Diniye („Despre religie”)
- Islamlar haqinda kükümet tedbirleri („Acțiunile guvernului cu privire la musulmani”)
- Rusya Muslimanlarining ihtiyachlari ve anlar haqinda intiqad („Nevoile musulmanilor ruși și o critică a acestora”)